# República de Texas
La República de Texas va ser un Estat independent i sobirà de l'Amèrica del Nord, localitzat entre els Estats Units i Mèxic que va existir entre 1836 i 1846.
Originalment part d'un estat de la federació mexicana, se'n va independitzar, separant-se de l'estat de Coahuila i Texas, del qual formava part. Tot i que la frontera natural del territori era el riu Nueces, la nova nació va disputar el territori al sud i a l'oest del riu Nueces i al nord i l'est del Riu Grande (o Riu Bravo), la qual cosa incloïa seccions dels estats actuals de Nou Mèxic, Oklahoma, Kansas, Colorado i Wyoming, segons els Tractats de Velasco.
L'annexió de la República als Estats Units i la disputa pel territori al sud del riu Nueces, reclamat per Estats Units, com a part integrant de Texas, van dur a la Guerra entre Estats Units i Mèxic.